# ویتا سکویل-وست

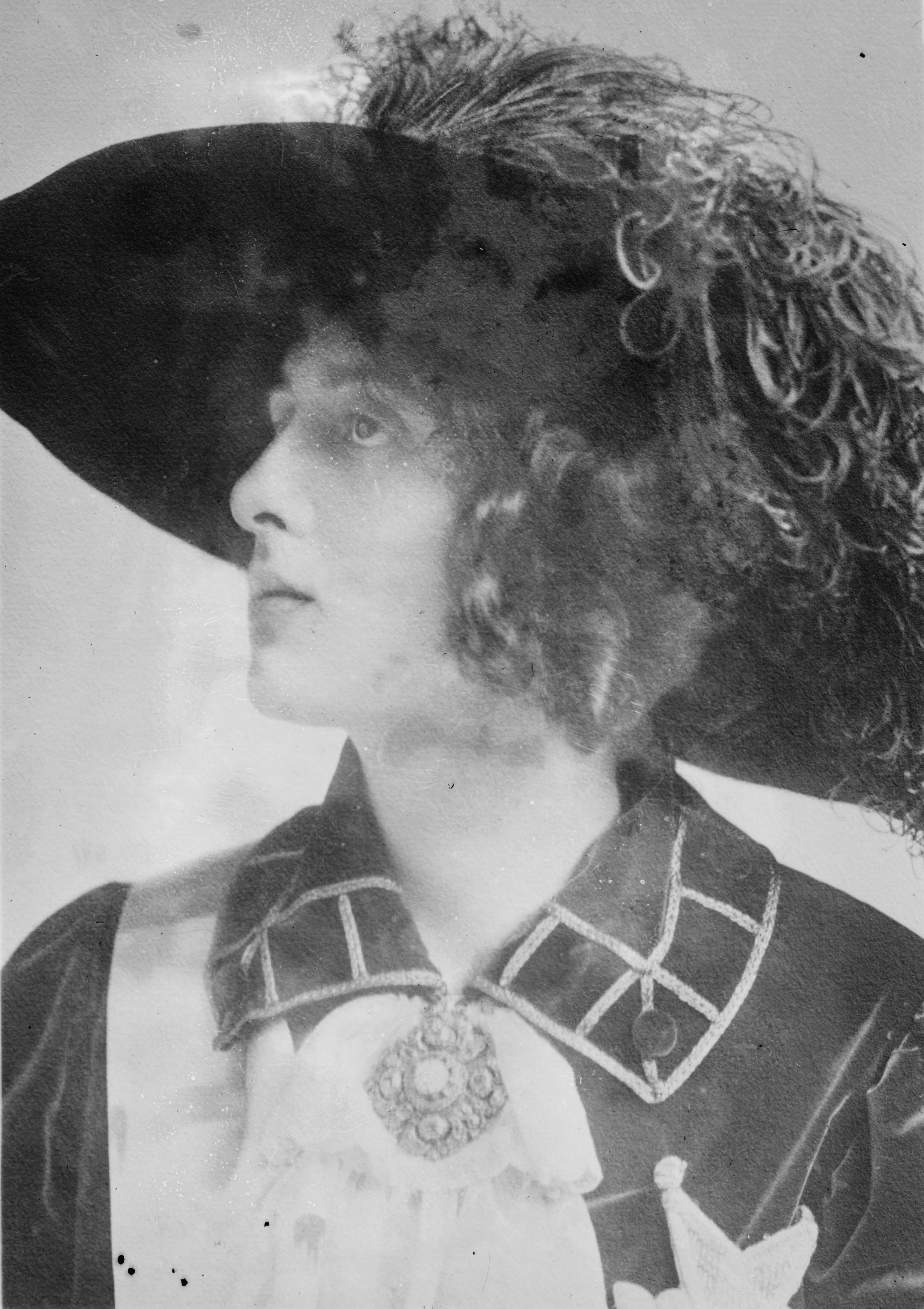
سکویل-وست در ۱۹۱۳

ویکتوریا مری سکویل-وست، بانوی نیکولسون، (۹ مارس ۱۸۹۲–۲ ژوئن ۱۹۶۲) مفتخر شده به مدال کشورهای مجتمع الممالک شناخته شده با نام ویتا سکویل-وست شاعر، رمان‌نویس و طراح باغ انگلیسی است.
او رمان نویس، شاعر و روزنامه‌نگاری موفق و پرکار در طول زندگی‌اش بود و دو بار برنده جایزه هاثورندن شد، اولین بار در سال ۱۹۲۷ برای حماسه روستایی سرزمین و بار دوم در سال ۱۹۳۳ برای شعرهای گردآوری‌شده.
امروزه او اساساً برای باغ نامی در سِسنگهورست که برای شوهر دیپلماتش طراحی کرده بود، شناخته می‌شود. او همچنین در میانه دهه بیست سده بیستم میلادی به ایران سفر کرده است و کتابی از سفرنامه‌اش با زبانی شاعرانه به نام مسافر تهران نوشته است که به زبان فارسی نیز ترجمه شده است.
او رابطه‌ای طولانی‌مدت و عاشقانه با ویرجینیا وولف، نویسنده مطرح انگلیسی، داشته است.